# Lesothosaurus diagnosticus
Lesothosaurus diagnosticus es la única especie conocida del género extinto Lesothosaurus ("lagarto de Lesoto") de dinosaurio ornitisquio basal, que vivió a principios del período Jurásico, hace aproximadamente 203 y 197 millones de años, en el Hettangiense y el Sinemuriense, en lo que hoy es África.

## Descripción
Lesothosaurus era un omnívoro bípedo de 2 metros de largo . Fue uno de los primeros ornitisquios. Sus piernas largas y delgadas, brazos pequeños con manos que no habrían podido agarrar correctamente, y la cola delgada sugieren que era un corredor rápido. Como todos los ornitisquios, las puntas de las mandíbulas superior e inferior de Lesothosaurus eran córneas, formando una estructura con forma de pico. Detrás del pico había dientes en forma de hoja que cubrían las mandíbulas, y cerca del frente de las mandíbulas superiores había 12 dientes en forma de abanico. El análisis de sus dientes ha demostrado que Lesothosaurus cortó su comida con el pico y no pudo masticarla. Los estudios sobre el desgaste de los dientes han demostrado mucha menos abrasión en los dientes de lo que se esperaría de un herbívoro que se alimenta principalmente de plantas duras y de clima árido, y concluyó que Lesothosaurus era probablemente un omnívoro oportunista, alimentándose principalmente de animales pequeños durante temporadas cuando las plantas más suaves no estaban disponibles.

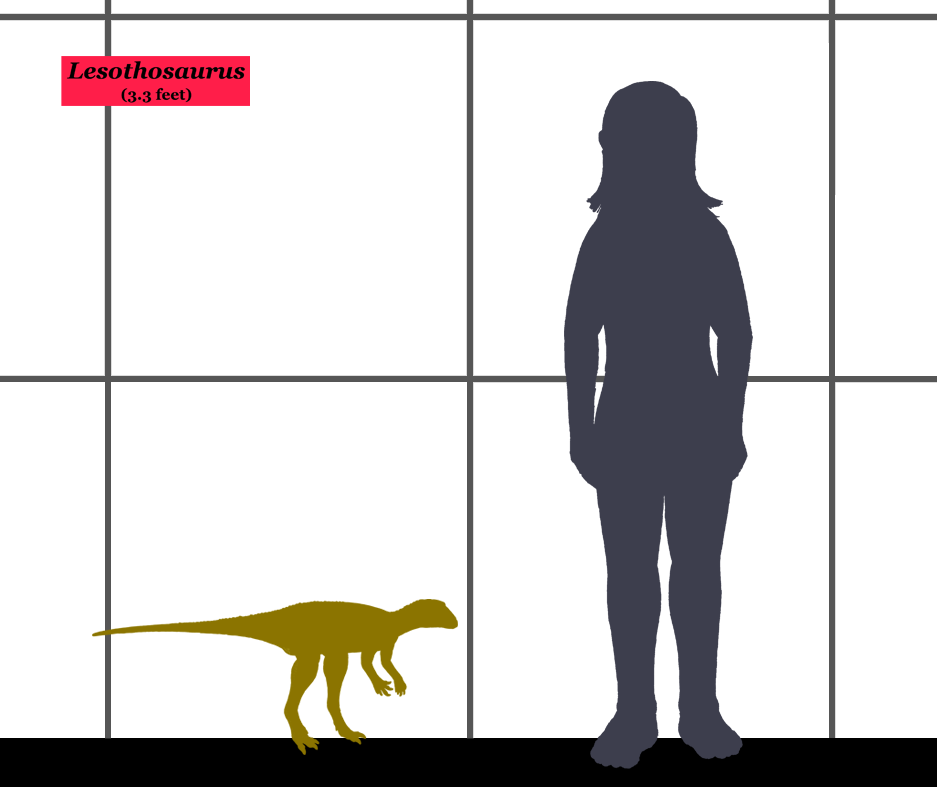
Comparación entre un humano y un Lesothosaurus

El pequeño cráneo del Lesothosaurus fue corto y plano, con amplias cuencas oculares. Tenía grandes cavidades para los ojos y músculos de las mandíbulas. Tuvo un hocico puntiagudo y corto, y la mandíbula inferior pudo terminar en un pico. Los dientes fijados levemente adentro del borde exterior del cráneo y de la mandíbula sugieren que había pequeñas mejillas. El cráneo estaba montado sobre un cuello corto pero flexible. Los descubrimientos de Lesothosaurus en la Formación Upper Elliot sugieren que este dinosaurio ornitisquio temprano pudo haber vivido en grupos.

## Descubrimiento e investigación
Vivió en condiciones de un clima cálido y árido, encontrado en los que es hoy Lesoto y Sudáfrica en la Formación de Elliot Superior. Este dinosaurio estuvo involucrado en una discusión taxonómica con él también ornitisquio basal Fabrosaurus. Considerado por mucho tiempo como un sinónimo más moderno de este, recientes estudios lo han vuelto a separar.
Encontrado en la Formación Elliot Superior, en el Distrito Mafeteng de Lesoto, fue descrito por Peter Galton en 1978. Es conocido por lo menos por 4 esqueletos. Knoll en 2002 describió detalladamente un subadulto, articulado, sin aplastar y casi completo que incluye una quijada inferior (MNHN LES17) recogido durante la expedición de 1963 en la Formación Elliot Superior en Masitise entre Alwynskop y Mayeni, Lesotho. A este la porción rostral del cráneo el final rostral del hocico, inclusive de predentario y premaxilar con las órbitas incompletas que es referido por Sereno (1991) especie tipo. Otro cráneo parcial (MNHN LES 18) de la misma formación también fue descrito por Knoll.

## Clasificación
Lesothosaurus fue considerado originalmente un como un ornitópodo, sin embargo, estudios de Paul Sereno demostraron que podría actualmente representar uno de los más primitivos dinosaurios ornitisquios. En el 2005, Richard J. Butler publicó un estudio filogenético de ornitisquios, en el cual propuso que Lesothosaurus fue un miembro basal del clado Neornithischia, el cual incluye paquicefalosaurianos, ceratopsianos y ornitópodos. Se cree que pudo ser el precursor de posteriores dinosaurios hipsilofodóntidos y ornitópodos. Se lo considera menos primitivo que el Pisanosaurus y Eocursor, pero retrasado filogenéticamente respecto al Heterodontosaurus. Alternativamente, este dinosaurio pudo haber sido un temprano Thyreophora, un miembro del grupo que incluye a los armados Stegosauria y Ankylosauria.

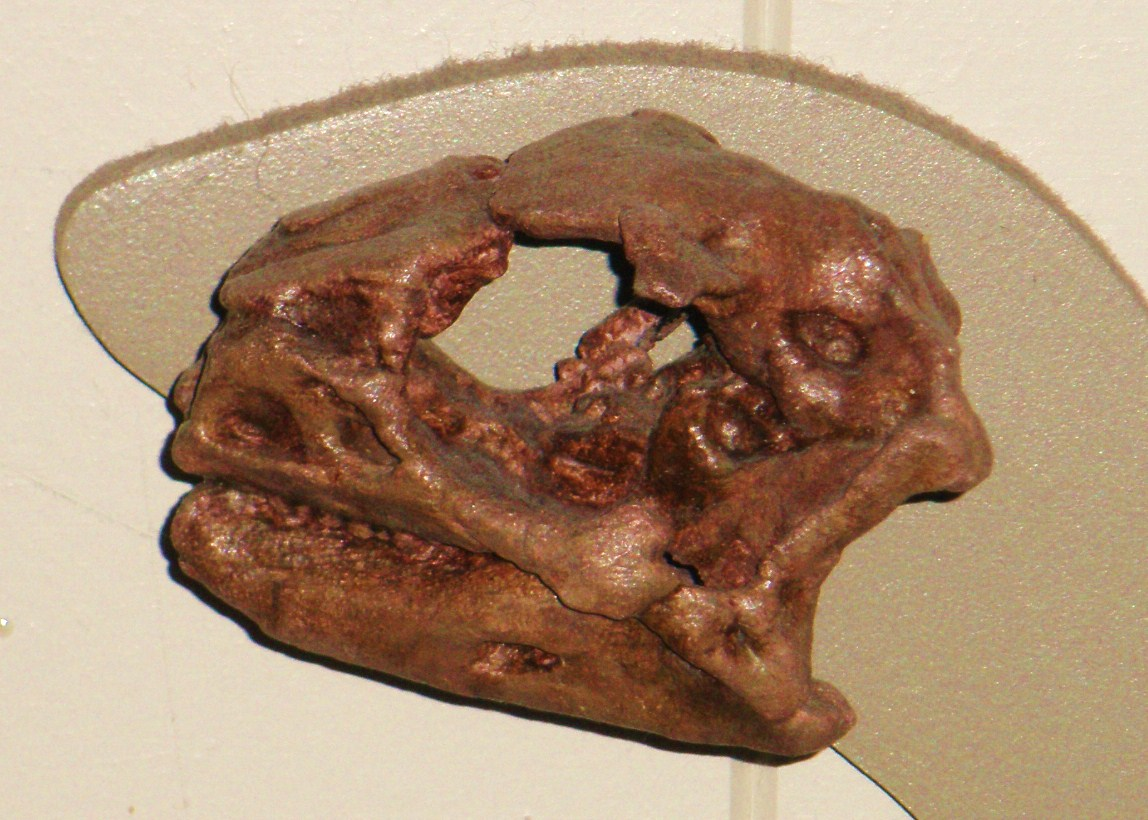
Cráneo.

La especie Stormbergia dangershoeki, nombrada por Richard Butler en 2005, llamada así a partir de fósiles encontrados en la Formación Elliot superior, casi seguramente representa la forma adulta de Lesothosaurus. Stormbergia recibió su nombre de la serie de rocas Stormberg en el sur de África, que incluye la Formación Elliot , y la ubicación, la granja Dangerhoek Farm, en Sudáfrica en la que se encontró el espécimen tipo. El holotipo y los especímenes referidos de Stormbergia habían sido mencionados en la literatura científica como un "gran fabrosaurido " durante al menos 20 años antes de la descripción. Un estudio publicado en 2017 por Baron, Norman & Barrett demostró que las diferencias entre Stormbergia y Lesothosaurus probablemente estén relacionadas con el crecimiento del animal. Los autores argumentaron que Stormbergia es un sinónimo más moderno subjetivo de Lesothosaurus y debe considerarse inválido.

### Filogenia
Cladograma de Ornithischia basales por Butler et al. de 2008, mostrando la posición de Lesothosaurus entre estos.

|  | Fabrosaurus   |
|  |               |
|  | Lesothosaurus |
|  |               |

|  | Thyreophora    |
|  |                |
|  | Neornithischia |
|  |                |

|  | Fabrosaurus   |
|  |               |
|  | Lesothosaurus |
|  |               |

|  | Thyreophora    |
|  |                |
|  | Neornithischia |
|  |                |

|  | Fabrosaurus   |
|  |               |
|  | Lesothosaurus |
|  |               |

|  | Thyreophora    |
|  |                |
|  | Neornithischia |
|  |                |

|  | Fabrosaurus   |
|  |               |
|  | Lesothosaurus |
|  |               |

|  | Thyreophora    |
|  |                |
|  | Neornithischia |
|  |                |